# Zlatko Šantelj
Zlatko Šantelj, slovenski košarkar * 11. oktober 1959, Postojna.
Šantelj je 198 cm visok košarkar, ki je igral na poziciji krilnega centra. Trenirati je začel v domačem postojnskem klubu. V karieri je igral za v republiški, 2. zvezni ligi, 1. zvezni ligi in v 1990. ih v slovenskem državnem prvenstvu za klube Slovana, Olimpije, Postojne, Kopra, Krškega, Idrije, Nove Gorice.
V letih 1975–76 je bil vpoklican v slovensko kadetsko in mladinsko reprezentanco.
Poleti 1983 je nastopal za jugoslovansko reprezentaco in igral na Sredozemskih igrah, kjer je z ekipo osvojil zlato medaljo.
S športom se ukvarjajo njegovi štirje otroci. Lea (1993) je trenirala odbojko, Lana (2001), Luka (1992) in Leon (1995) sledijo očetu v košarki. Leon je profesionalni košarkar v tujini.